# Джуніор Агого
Мануель Агого (англ. Manuel Agogo), відоміший як Джуніор Агого (англ. Junior Agogo, 1 серпня 1979, Аккра — 22 серпня 2019, Лондон) — ганський футболіст, що грав на позиції нападника. Відомий за виступами в низці клубів, переважно англійських, а також за національну збірну Гани.

## Клубна кар'єра
Джуніор Агого народився 1979 року в столиці Гани Аккрі, у 1995 році перебрався до Англії, де розпочав грати в юнацькій команді клубу «Шеффілд Венсдей». Дорослу футбольну кар'єру розпочав 1997 року в основній команді того ж клубу, проте до основного складу команди не пробився, і керівництво клубу з 1999 по 2000 рік віддавало в оренду футболіста почергово в клуби «Олдем Атлетик», «Честер Сіті», «Честерфілд» та «Лінкольн Сіті».
У 2000 році Агого став гравцем клубу MLS «Чикаго Файр», проте за короткий час ганський нападник перейшов до іншого клубу MLS «Колорадо Репідс», у якому грав до середини 2001 року, після чого до кінця 2001 року грав у ще одному клубі ліги «Сан-Хосе Ерзквейкс». На початку 2002 року футболіст перейшов до англійського клубу «КПР», проте за короткий час перейшов до іншого англійського клубу «Барнет», у складі якого грав до середини 2003 року. У 2003 році Агого перейшов до складу клубу «Бристоль Роверс», у якому грав до 2006 року, та провів найбільше матчів за свою кар'єру — 126, у яких відзначився 41 забитим м'ячем. У 2006 році футболіст перейшов до іншого англійського клубу «Ноттінгем Форест», у якому грав до 2008 року. У 2008 році ганський нападник перейшов до єгипетського клубу «Замалек», після чого в 2009 році перейшов до кіпрського клубу «Аполлон». У 2011—2012 роках футболіст грав у шотландській команді «Гіберніан», після чого завершив виступи на футбольних полях.

## Виступи за збірну
Джуніор Агого у 2006 році дебютував в офіційних матчах у складі національної збірної Гани. У складі збірної був учасником домашнього для збірної Гани Кубка африканських націй 2008 року, на якому команда здобула бронзові нагороди. У складі збірної грав до 2009 року, провів у її формі 27 матчів, забивши 12 голів.

## Останні роки життя і смерть
29 січня Джуніор Агого був госпіталізований до лікарні з інсультом. Після хвороби у колишнього футболіста спостегались проблеми з мовою. Помер Джуніор Агого 22 серпня 2019 року на 41-му році життя в Лондоні.